# Nomia rufitarsis
Nomia rufitarsis är en biart som beskrevs av Smith 1875. Nomia rufitarsis ingår i släktet Nomia och familjen vägbin. Inga underarter finns listade i Catalogue of Life.